# Романов, Вадим Гаврилович
Вадим Гаврилович Романов (9 (22) апреля 1900 – 3 июля 1964) — советский военный деятель, генерал-майор танковых войск (постановление СНК СССР № 274 от 11.03.1944).

## Начальная биография
Родился 22 апреля 1900 года в станице Пашковская Екатеринодарского уезда Кубанская области (ныне микрорайон Пашковский г. Краснодара Краснодарского края).
Окончил подготовительные курсы реального училища (1907).
Член ВКП(б) с 1918 года (п/б № 4970946).
Образование. Окончил Высшую повторную школу старшего комсостава (1923), ВАММ (1937), ВВА им. Ворошилова (1946).

## Военная служба
В РИА с мая 1917 года. В Красной гвардии с ноября 1917 года. В РККА с июля 1918 года.
Участие в войнах, военных конфликтах. Гражданская война (1917 - 1919). Бои на оз. Хасан. Великая Отечественная война (с 25 июня 1941). Ранен 25 июля 1941 г.
Служба в Красной армии. С ноября 1917 года помощник командира и командир Мариупольского партизанского отряда.
С июля 1918 года - комиссар иногороднего отдела ЧК 10-й армии (Северо-Кавказский военный округ ). С декабря 1918 года - Заведующий управлением районных полевых формирований Украинского фронта. С января 1919 года - Начальник фронтовой школы комсостава и специалистов Украинского фронта. С сентября 1919 года - Помощник командира 397-го стрелкового полка 41-й стрелковой дивизии. С января 1920 года - Помощник начальника штаба 3-й стрелковой бригады. С апреля 1920 года - Командир 534-го стрелкового полка 60-й стрелковой дивизии. С июля 1920 года - Командир 421-го стрелкового полка 47-й стрелковой дивизии. С июля 1921 года - Комендант особого отдела 45-й стрелковой дивизии.
С марта 1922 по март 1923 года - слушатель высшей повторной школы старшего комсостава.
С марта 1921 года - Командир батальона 69-го стрелкового полка 23-й стрелковой дивизии (Уральский ВО). С октября 1925 года - помощник Харьковского окружного военного комиссара.
В апреле 1926 года уволен в запас.
С июля 1931 года - Начальник участка 51-го управления строительных работ местечко Славечно Коростеньский УР).
С декабря 1932 по декабрь 1937 года - слушатель Военной академии механизации и моторизации им. И. В. Сталина.
С декабря 1937 года - командир 31-го механизированного полка 31-й кавалерийской дивизии ОКДВА.
С октября 1938 по октябрь 1939 года состоял в распоряжении Управления кадров РККА (был арестован НКВД, но затем освобождён в связи с прекращением дела).
С октября 1939 года - Начальник АБТС Управления 62-го стрелкового корпуса (Уральский ВО).

### Великая Отечественная война
С июля 1941 года - и.д. Начальника автобронетанковых войск 22-й армии. С апреля 1942 года - Заместитель командующего 22-й армии по танковым войскам. С августа 1942 года - и.д. Заместителя командующего 1-й резервной армии по танковым войскам. С ноября 1942 года - Заместитель командующего 6-й и 31-й армий по танковым войскам. На январь - февраль 1943 года - командующий БТ и МВ 40-й армии. Отличился в проведении Белгородско-Харьковской операции. Для наступления на Харьков была образована танковая группа, в которую целиком вошла 116-я отдельная танковая бригада и 59-й, 60-й, 61-й отдельные танковые полки. Возглавил эту группу заместитель командующего 40-й армией по бронетанковым и механизированным войскам полковник Романов Вадим Гаврилович.
С февраля 1943 года - и.д. командующего БТ и МВ 60-й армии. В апреле 1943 года утверждён в занимаемой должности.
С 19 апреля 1945 по 11 февраля 1946 года - слушатель Высшей военной академи им. К. Е. Ворошилова. 

### После войны
По 11 февраля 1946 года  - слушатель Высшей военной академии им. К. Е. Ворошилова.
С 11 февраля 1946 года - Командующий БТ и МВ 57-й армии (Южная группа войск). С 12 августа 1946 года - Заместитель командующего БТ и МВ Южной ГВ. С 18 февраля 1947 года - и.д. Заместителя командующего БТ и МВ Южной ГВ.
В мае 1947 года откомандирован в распоряжение командующего БТ и МВ СА.
С 30 июня 1947 года - Командующий БТ и МВ, он же заместитель командующего по бронетанковым войскам 13-й армии.
С 31 марта 1949 года - в распоряжении начальника тыла ВС.
С 7 апреля 1949 года - Генерал-инспектор по автомобильной службе и ГСМ Инспекции начальника Тыла ВС. С 27 сентября 1949 года - Начальник военной кафедры Запорожского института сельхозмашиностроения.
С 19 апреля 1951 года - в распоряжении командующего БТ и МВ СА.
С 22 сентября 1951 года - Начальник военной кафедры Уральского политехнического института им. С. М. Кирова. С 1960 года жил в городе Горьком. Умер 3 июля 1964 года. Похоронен в Нижним Новгороде на кладбище «Марьина Роща».

### Воинские звания
Полковник, генерал-майор т/в (Постановление СНК СССР № 274 от 11.03.1944).

## Награды
- Орден Ленина (24.06.1948)[5][2].
- три ордена Красного Знамени (25.08.1944, 23.09.1944, 03.11.1944)[6][2].

- Орден Суворова II степени (10.01.1944)[2].

- Медаль «XX лет РККА» (1938)

- Медаль «За оборону Москвы» (01.05.1944)[7][2].

- Медаль «За победу над Германией в Великой Отечественной войне 1941—1945 гг.» (09.05.1945),

- Юбилейная медаль «30 лет Советской Армии и Флота» (1948)[2].

## Память
- На могиле установлен надгробный памятник
- Его имя увековечено в Главном Храме Вооружённых сил России, и навсегда запечатлено на мемориале «Дорога памяти»[2]